# Lévétiracétam
Le lévétiracétam est un médicament nootrope et anticonvulsivant de la famille des pyrrolidines.
Il est principalement utilisé en association avec d'autres anticonvulsivants, notamment la lamotrigine. Les résultats impressionnants sur certaines épilepsies partielles réfractaires à d'autres traitements, ainsi que sur le trouble bipolaire, ont accéléré la diffusion de la prescription de cette molécule.
Le lévétiracétam dérive du Nootropyl (piracétam) et est commercialisé en France sous la marque Keppra par UCB Pharma. C'est un des best-sellers de cette marque[réf. souhaitée].
Les effets indésirables les plus fréquents sur le plan neurologique sont une asthénie et une décompensation de certaines pathologies psychiatriques, surtout en début de traitement. Il peut prolonger l'intervalle QT sur l'électrocardiogramme avec un risque théorique de troubles du rythme cardiaque.
Le lévétiracétam agit sur la protéine du cerveau SV2A.